# Müneccimbaşı Ahmed Dede

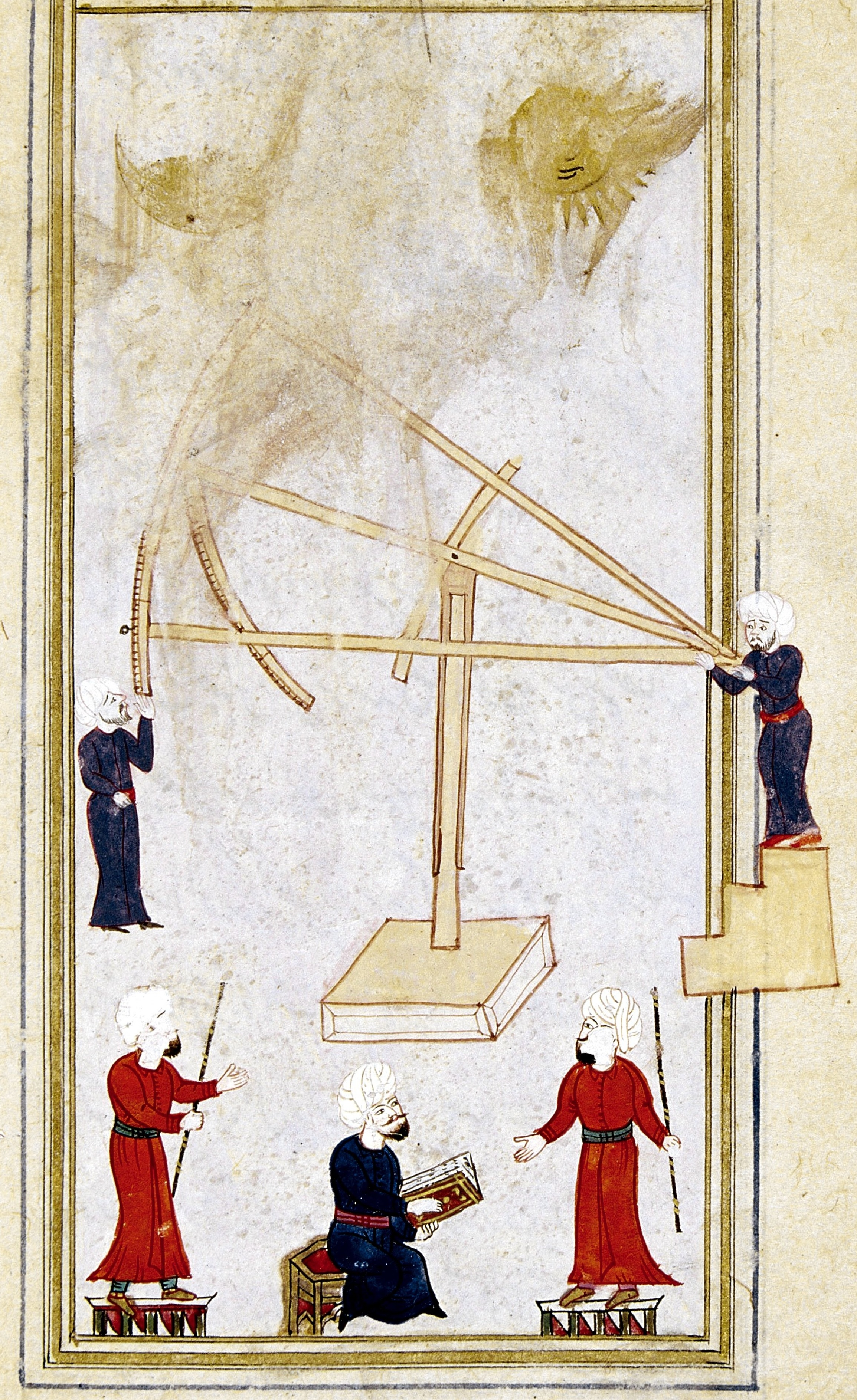
Sextant, wie er im 16./17. Jahrhundert von den Chefastrologen im Osmanischen Reich verwendet wurde.

Müneccimbaşı  Derwīsh Aḥmed Dede b. Luṭf Allāh (geb. 1631 in Selânik; gest. am 27. Februar 1702 in Mekka) war ein osmanischer Gelehrter, Sufi-Poet, Historiker und Autor des wichtigen Werks Dschāmiʿ ad-duwal.

## Leben
Der Vater Ahmeds war Weber und stammte aus Ereğli in der Nähe von Konya, musste es jedoch wegen Unruhen verlassen. Ahmed wurde daher in Selânik geboren. Er lernte zunächst den Beruf seines Vaters. Er gab diesen Beruf auf und schloss sich Scheich Mehmed im Mevlevihane (Derwisch-Konvent) an. Er erhielt hier eine Ausbildung, bekam Unterricht vom örtlichen Mufti in Tafsir und Fiqh und arbeitete als Kopist für die Werke seines Meisters. Im Alter von 23 oder 24 ging er nach Istanbul. Er setzte hier seine Ausbildung der islamischen Gelehrsamkeit fort. Şekîbî Mehmed Efendi, der Müneccimbaşı war, unterrichtete ihn in Astrologie und Astronomie. Aufgrund dieser Ausbildung wurde er bald zum Gerichtsastrologen. Nachdem er in höhere Kreise aufgestiegen war, wurde er bald darauf aus dem Dienst des Sultans entlassen und musste ins ägyptische Exil flüchten, von wo aus er einige Jahre später zunächst nach Mekka reiste, wo er zum Scheich der Derwisch-Loge ernannt wurde. Es folgte ein Umzug nach Medina, wo er sieben Jahre seines Lebens verbrachte. Kurz nach seiner Rückkehr nach Mekka starb Müneccimbaşı im Februar 1702 und wurde dort begraben.

## Wirken und Werke
Neben Werken aus seiner Tätigkeit als Historiker hinterließ Müneccimbaşı zahlreiche andere Werke, so Anmerkungen zu Korankommentaren, Kommentare, Übersetzungen sowie Abhandlungen zu Geometrie, Mystizismus und Musik. Seine türkischen, arabischen und persischen Dīwāne verschafften ihm einen festen Platz in der Reihe bedeutender mystischer Dichter. Die Anzahl der von ihm verfassten Werke beläuft sich auf ungefähr zwanzig. 